# Chevereșu Mare
Chevereșu Mare là một xã thuộc hạt Timiș, România. Dân số thời điểm năm 2002 là 1959 người.